# NGC 518
NGC 518 este o galaxie spirală situată în constelația Peștii. A fost descoperită în 17 decembrie 1864 de către Albert Marth.